# Henryk Ortwein
Henryk Piotr Ortwein lub Orthwein (ur. 1 lutego 1890, zm. ?) – major kawalerii Wojska Polskiego.

## Życiorys
14 stycznia 1919 roku został przyjęty do Wojska Polskiego z „byłych Korpusów Wschodnich i byłej armii rosyjskiej”, z zatwierdzeniem posiadanego stopnia porucznika, i przydzielony z dniem 15 listopada 1918 roku do 4 pułku ułanów. Od 10 marca do 19 kwietnia 1919 roku był słuchaczem I Kursu Adiutantów w Warszawie. 29 kwietnia 1919 roku, po ukończeniu kursu i otrzymaniu tytułu adiutanta sztabowego, został przydzielony do Oddziału IV Naczelnego Dowództwa Wojska Polskiego. Od 16 czerwca do 30 listopada 1919 roku był słuchaczem I Kursu Wojennej Szkoły Sztabu Generalnego w Warszawie.
1 czerwca 1921 roku pełnił służbę w Oddziale Naczelnej Kontroli Wojskowej, a jego oddziałem macierzystym był wówczas 4 pułk ułanów.
3 maja 1922 roku został zweryfikowany w stopniu kapitana ze starszeństwem z dniem 1 czerwca 1919 roku i 12. lokatą w korpusie oficerów administracji, dział kontroli administracyjnej, a jego oddziałem macierzystym była Wojskowa Kontrola Generalna. 18 maja 1923 roku został zweryfikowany w stopniu majora ze starszeństwem z dniem 1 czerwca 1919 roku i 14,5 lokatą w korpusie oficerów administracji, dział kontroli administracyjnej. W tym samym roku służył w Oddziale Kontroli Administracyjnej Wojskowej Kontroli Gospodarczej. Przeniesiony do korpusu oficerów kawalerii w 1924 roku pełnił służbę w 15 pułku Ułanów Poznańskich w Poznaniu. 27 kwietnia 1929 roku został przeniesiony z Komisji Remontowej Nr 1 w Warszawie do Departamentu Kawalerii Ministerstwa Spraw Wojskowych w Warszawie na stanowisko referenta. 20 lutego 1928 roku został przeniesiony do Komisji Remontu Nr 2 w Poznaniu na stanowisko członka. 6 lipca 1929 roku został zwolniony z zajmowanego stanowiska służbowego w Departamencie Kawalerii Ministerstwa Spraw Wojskowych w Warszawie i pozostawiony bez przynależności służbowej z równoczesnym oddaniem do dyspozycji dowódcy Okręgu Korpusu Nr I. Z dniem 31 grudnia 1929 roku został przeniesiony w stan spoczynku.
W 1934 roku pozostawał w ewidencji Powiatowej Komendy Uzupełnień Białystok. Posiadał przydział do Oficerskiej Kadry Okręgowej Nr III. Był wówczas „przewidziany do użycia w czasie wojny”. Był plenipotentem Klukowa i wójtem tej gminy. W 1935 roku nabył folwark Gródek, w którym gospodarował do września 1939 roku. W czerwcu 1941 roku powrócił do Gródka i gospodarował folwarkiem „jako Niemiec”. W 1944 roku ponownie opuścił Gródek i podjął pracę nauczyciela w wiejskiej szkole w Łysem. Po wojnie był sądzony „za zdradę polskości”, a jego syn karany za służbę w Wehrmachcie.

## Ordery i odznaczenia
- Krzyż Walecznych dwukrotnie
- Medal Międzysojuszniczy „Médaille Interalliée”